# セガ・ロジスティクスサービス
株式会社セガ・ロジスティクスサービス（英: SEGA Logistics Service Co.,Ltd.）は、1995年にセガより物流サービス部門を分離、設立されたセガサミーホールディングスのグループ企業。当企業の主な通称は「SLS」。

## 概要
セガ フェイブ（2015年3月までと2020年4月から2024年3月まではセガ、2015年4月から2020年3月まではセガ・インタラクティブ）とカプコンが販売するアーケードゲーム機並びにサミーが販売する七号転用機の物流ならびに保守、サポート業務を主として行っている。カプコンは以前は自社でアフターサービス業務を行っていたが（ALL.Net対応タイトルや一部のメダルゲームの保守並びにサポート業務は当社に委託）、2019年4月1日付でセガ・ロジスティクスサービスへ移管された。
他に中古アーケードゲーム機の売買仲介、自社で開発したゲームセンター向け運営支援製品や一般ユーザー向け機器、自動車教習所向けのドライビングシミュレーター並びにライディングシミュレーターの販売、セガのアーケードゲーム機・アミューズメント景品の海外向け販売を行っている。
かつてのアーケードゲーム筐体工場であった矢口事業所には、「デイトナUSA」「バーチャレーシング」などの往年のセガのアーケードゲームがいつでも稼働可能な状況で整備・保存され（社員以外は非公開）、「セガフェス」など、セガサミーグループのイベントで公開されている。レトロアーケードゲームの修理は、最新機器はもちろんのこと、工場が羽田にあった時代の機械まで駆使して行っているという。
2021年5月6日に本社を大田区南蒲田からセガ、サミーなどと同じ住友不動産大崎ガーデンタワーへ移転した他、東日本事業所も同年12月20日に大田区西糀谷から川崎市川崎区へ移転した。これにより、セガ創業の地である羽田から本社・本店、事業所を置くセガの子会社やセガのグループ会社の拠点はなくなった。

## 事業所
- 本社 - 東京都品川区西品川1-1-1（住友不動産大崎ガーデンタワー11階）
- 東日本事業所 - 神奈川県川崎市川崎区夜光2-4-1 ESR川崎夜光ディストリビューションセンター3階
- 佐倉南総事業所 - 千葉県佐倉市宮本365-1
- 佐倉事業所 - 千葉県佐倉市大作1-3-4（旧：セガ佐倉事業所）
- 矢口事業所 - 千葉県印旛郡栄町矢口神明5-3-2（旧：セガ矢口事業所）
- 西日本事業所
  - 関西拠点 - 大阪府東大阪市若江東町6-7-46 摂津倉庫事務所棟2階
  - 九州拠点 - 福岡県福岡市博多区博多駅南5-7-5 サミー福岡支店内2階

かつては札幌市、仙台市、川口市、伊勢崎市、名古屋市、広島市、熊本市にサービス拠点を置いていたが、名古屋サービスは2021年3月に閉鎖され、同年4月に福岡市にサービス拠点を再設置した。

## 沿革
- 1995年 - 設立
- 2004年9月 - パソコン用復刻版セガサターン コントロールパッドを発売。
- 2005年2月 - SNKプレイモア、エクサーと共同開発したPlayStation 2用ネオジオスティック2を発売。
- 2008年4月をもって平和島事業所を完全閉鎖し、同営業所で行われていた業務は先出し・返却及び修理受付業務は2月より佐倉事業所、部品出荷業務は4月末に佐倉南総事業所にて行われる事になる。
- 2009年
  - 4月 - 当時インデックス・ホールディングス傘下だったアトラスから、アーケードゲーム機のメンテナンスを受託[10]。
  - 9月 - 本社を東京都大田区南蒲田の蒲田東日本ビルから、東京都大田区東糀谷の東邦ビルへ移転。
- 2010年12月 - 日本ユニカ株式会社が破産したことに伴い、日本ユニカとの製品の配送業務の受託契約が終了。日本ユニカの事業はユニカが継承。
- 2013年3月 - セガ・ドライビングシミュレータをモデルチェンジする形で、自社企画の自動車教習所向けドライビングシミュレーター「SLDS-3G」発売。
- 2015年4月 - セガサミーグループ再編に伴い、セガホールディングス（後のセガグループ）の子会社となる[11][12]。
- 2016年8月 - 大阪物流センターと大阪サービスを統合。関西事業所とする[13]。
- 2017年
  - 1月 - 本社を東京都大田区東糀谷の東邦ビルから、東京都大田区南蒲田の蒲田東日本ビルへ再移転[14]。
  - 3月 - 資本金を2億円から1億円に減資。
  - 4月 - 自社企画の自動車教習所向けライディングシミュレーター「SLRS」発売。
- 2019年
  - 4月 - カプコンからアーケードゲームのアフターサービス業務を移管[3][4]。
  - 10月 - コーポレートロゴを、SLSロゴから、セガホールディングス、セガゲームス、セガ・インタラクティブ、セガ エンタテインメント、セガトイズと同様のSEGAロゴに変更。損害保険ジャパン日本興亜との共同開発で、高齢者講習向けドライビングシミュレーター「SLDS-SJ」発売[15][16]。
- 2021年
  - 4月 - セガグループがセガへ吸収合併された事に伴い、再度セガの子会社となる[17]。名古屋サービスを閉鎖すると同時に、福岡市に西日本事業所九州拠点を設置[9]。西糀谷事業所を東日本事業所へ、関西事業所を西日本事業所関西拠点へそれぞれ改称。
  - 5月 - 本社を蒲田東日本ビルから、セガと同じ住友不動産大崎ガーデンタワー11階へ移転[7]。
  - 12月 - 東日本事業所を神奈川県川崎市へ移転[8]。これにより、セガは創業の地である羽田から撤退する事になった。
- 2024年
  - 4月 - セガの事業再編に伴い、セガ フェイブ（セガトイズから商号変更）の子会社となる。